# Phoradendron karuaianum
Phoradendron karuaianum là một loài thực vật có hoa trong họ Santalaceae. Loài này được Steyerm. miêu tả khoa học đầu tiên năm 1951.